# NGC 6719
NGC 6719 (другие обозначения — PGC 62710, ESO 72-8, IRAS18578-6839) — спиральная галактика (Sc) в созвездии Павлин.
Этот объект входит в число перечисленных в оригинальной редакции «Нового общего каталога».